# Stjärnklocka
Stjärnklocka (Campanula poscharskyana) är en art i familjen klockväxter. Stjärnklocka upptäcktes så sent som under 1930-talet. Det är en växt som bildar ganska långa rankor, 20–25 centimeter långa, men den blir bara runt 10 centimeter hög. Lämpar sig väl för odling i ampelväxt, men kan också odlas i balkonglådor, eftersom den trivs utomhus sommartid. Blommorna är ganska små och mer stjärnlika än klockformade. Rikblommande art som blommar hela våren och sommaren, och kan då oftast finnas i butikerna. När den blommat färdigt inomhus kan man plantera ut den i trädgårdens stenparti.
Det vetenskapliga namnet campanula betyder "liten klocka", som är en diminutivform av latinets campana som betyder "klocka".

## Förekomst
Stjärnklockan kommer ursprungligen från bergen i västra delarna av före detta Jugoslavien.

## Odling
Stjärnklockan kräver en mycket ljus växtplats för att blomma riktigt rikligt. Direkt sol bör man inte utsätta den för, framför allt inte mitt på dagen. Även under eventuell vinterförvaring måste den stå ljust. Stjärnklocka tål inte uttorkning så det vill till att man håller efter den med vatten under sommaren framför allt, men den får heller inte stå i vatten för då kvävs rötterna. Vintertid, om man bestämt sig för att försöka övervintra den inomhus, ska den bara ha så mycket vatten att jorden inte torkar ut. Under vintern klipper man ner plantan och planterar om på våren. Växtnäring kan ges varannan vecka under sommarhalvåret, men under resten av året ges ingen näring alls. Normal rumstemperatur passar bra under blomningstiden, men vintertemperaturen bör vara mellan 5 och 10°C. Stjärnklockan kan placeras utomhus under sommaren, bara det är vindskyddat och inte alltför soligt. Trips och bladlöss hör till den ohyra som vanligtvis angriper denna växt. Stjärnklockan förökas med toppsticklingar på våren.